# Великобубнівська волость
Великобубнівська волость — адміністративно-територіальна одиниця Роменського повіту Полтавської губернії з центром у селі Великі Бубни.
Станом на 1885 рік складалася з 43 поселень, 22 сільських громад. Населення — 9840 осіб (4771 чоловічої статі та 5069 — жіночої), 1473 дворових господарства.
|                     | Площа, десятин | У тому числі орної, дес. |
| ------------------- | -------------- | ------------------------ |
| Сільських громад    | 9487           | 7330                     |
| Приватної власності | 6569           | 3798                     |
| Іншої власності     | 128            | 120                      |
| Загалом             | 16184          | 11248                    |

Основні поселення волості:
- Великі Бубни — колишнє державне та власницьке село при протоці Дніпра за 18 верст від повітового міста, 1200 осіб, 205 дворів, православна церква, школа, трактир, 4 постоялих будинки, лавка, 11 вітряних млинів, 3 маслобійних заводи, 6 кузні, 3 ярмарки на рік: 25 березня, 24 червня та 16 серпня.
- Галка — колишнє державне та власницьке село при річці Ромні, 1950 осіб, 332 двори, православна церква, школа, 3 постоялих будинки, 2 лавки, 4 кузні, 50 вітряних млинів, 8 маслобійних заводів.
- Ведмеже — колишнє державне село при річці Ромні, 3011 осіб, 331 двір, православна церква, школа, 5 постоялих будинки, лавка, 38 вітряних млинів, 7 маслобійних заводів, базари по неділях, 3 ярмарки на рік.
- Мокіївка — колишнє державне та власницьке село при річці Ромні, 860 осіб, 132 двори, православна церква, школа, 11 вітряних млинів, 2 маслобійних заводи.

Старшинами волості були:
- 1900 року козак — Іван Спиридонович Бойко[2];
- 1904—1907 роках — козак Олексій Степанович Верхогляд[3],[4],[5];
- 1913 року — Д. Д. Прійма[6];
- 1915—1916 роках — Петро Гаврилович Семененко[7],[8].